# Касік'яре
Касік'яре (ісп. Casiquiare) — річка в Венесуелі, рукав довжиною близько 400 км, що відділяється від річки Ориноко і впадає з лівого берега у річку Ріу-Негру, яка у верхній течії має назву Ґуайнія, системи Амазонки. Це найбільший і найвідоміший приклад рідкісного явища біфуркації, коли рукав річки відділяється від одної річкової системи, і впадає в іншу, непов'язану систему.

## Географія
Касік'яре відгалужується від річки Оріноко за 14 км нижче за течією від поселення Ла-Есмеральда (3°10′26″ пн. ш. 65°32′48″ зх. д. / 3.17389° пн. ш. 65.54667° зх. д.) на висоті близько 123 метрів над рівнем моря. Впадає в Ріу-Негру, притоку Амазонки, поблизу міста Сан-Карлос-де-Ріо-Негро на висоті 91 метр над рівнем моря.
Протікає на південний захід. Довжина становить близько 326 км. Її ширина на місці відгалуження від Оріноко складає приблизно 91 м, швидкість течії біля витоку 0,3 м/сек, але оскільки в річку надходять води з дуже численних великих і малих струмків-приток, її швидкість на всьому маршруті збільшується, і в сезон дощів досягає 3,6 м/с. Річка істотно розширюється в міру наближення до гирла, де ширина становить 533 м.